# Vas(III)-szulfát
A vas(III)-szulfát (Fe2(SO4)3) a vas kénsavval alkotott sója, szulfátja. Benne a vas oxidációs száma +3. Sárgásfehér színű por. Erősen higroszkópos. Vizes oldatban nagy mértékben hidrolizál, a hidrolízis során kolloid vas(III)-hidroxid oldat keletkezik. A képződő oldat barna színű.

## Kémiai tulajdonságai
Pozitívabb jellemű fémek (például magnézium, cink, kadmium) hatására vas(II)-szulfáttá redukálódik. Vas(II)-szulfáttá redukálja a vas is.
{\displaystyle \mathrm {Fe_{2}(SO_{4})_{3}+Fe\rightarrow 3\ FeSO_{4}} }
Bizonyos fémek (például réz, kalcium, ón, ólom, higany) szulfidjait oldja. A folyamat során kén válik ki és a vas(III)-szulfát vas(II)-szulfáttá redukálódik.
{\displaystyle \mathrm {CuS+Fe_{2}(SO_{4})_{3}\rightarrow 2\ FeSO_{4}+CuSO_{4}+S} }
Kettős sókat alkot sok fém szulfátjával, ezek közül a vastimsók a legjelentősebbek. Ha kevés vizet kevernek vízmentes vas(III)-szulfáthoz, kristályvizes vas(III)-szulfáttá alakul és a gipszhez hasonlóan szilárdul meg.
Reagál réz(II)-klorid és réz(I)-klorid keverékével:
Fe2(SO4)3+2CuCl+CuCl2=3CuSO4+2FeCl2

## Előfordulása a természetben
A vas(III)-szulfátnak többféle hidrátja is megtalálható a természetben ásványként. Ilyen például a  10 molekula kristályvízzel kristályosodó quenstedtit, ami monoklin kristályokat alkot. A coquimbit kilenc molekula kristályvízzel kristályosodik, kristályszerkezete romboéderes. Az ihleit narancssárga színű ásvány, 12 molekula kristályvízzel kristályosodó vas(III)-szulfát. A természetben többféle bázisos vas(III)-szulfát is előfordul.

## Előállítása
Előállítható vas(III)-oxid vagy vas(III)-hidroxid kénsavban való feloldásával. Vas(III)-szulfát keletkezik akkor is, ha vas(II)-szulfátot salétromsavval oxidálnak kénsav jelenlétében.
{\displaystyle \mathrm {6\ FeSO_{4}+3\ H_{2}SO_{4}+2\ HNO_{3}\rightarrow 3\ Fe_{2}(SO_{4})_{3}+4\ H_{2}O+2\ NO} }

## Felhasználása
Felhasználják vastimsók előállítására, a textilfestésben, a víztisztításban, a laboratóriumokban vegyszerként. A gyógyászatban vérzéscsillapításra alkalmazzák.